# Paneno
Paneno (in greco antico: Πάναινος?; fl. V secolo a.C.) è stato un pittore greco antico attivo tra il 475 e il 430 a.C.

## Biografia
Fu il fratello minore (secondo Plinio il Vecchio, Nat. Hist., XXXV, 34; XXXVI, 55) o il nipote (secondo Strabone, VIII, 354) di Fidia. Georg Lippold ritenne possibile l'esistenza di entrambe le figure.
Verso il 475-450 a.C. Paneno doveva essere già conosciuto se gli venne affidata la realizzazione della battaglia di Maratona nella Stoà Pecile; quest'opera è stata ugualmente attribuita dalle fonti a Micone e a Polignoto di Taso, ma l'attribuzione a Paneno, da parte di Plinio e Pausania (V, 11, 5-6), sembrerebbe particolarmente verosimile per la preminenza che in essa sarebbe stata assegnata alla figura di Milziade e che avvicinerebbe quest'opera al donario bronzeo dedicato dagli ateniesi a Delfi e realizzato da Fidia del quale fornisce notizia Pausania (X, 10, 1).
Sempre Pausania, insieme a Strabone, attribuisce a Paneno la decorazione pittorica dell'abito della statua di Zeus a Olimpia e la decorazione a metope delle traverse tra le gambe del trono. In questa occasione Paneno avrebbe collaborato con lo scultore Kolotes che ne avrebbe richiesto a sua volta la partecipazione alla decorazione del tempio di Atena in Elide (Plinio), per le pareti della cella e per l'interno dello scudo della statua di Atena.